# Sport in Puglia
Lo sport in Puglia si è sviluppato ad un certo livello solo dal secondo dopoguerra in poi.

## Principali impianti sportivi

### Stadi
Stadio San Nicola di Bari
Con una capacità di 58.270 posti a sedere, lo Stadio San Nicola  è il maggiore impianto sportivo della regione ed è situato al quartiere Carbonara. Di proprietà del Comune di Bari, è dedicato al patrono della città e viene utilizzato soprattutto per le partite di calcio casalinghe dell'A.S. Bari; occasionalmente è impiegato per concerti di musica leggera e altri eventi.
Fu costruito in occasione del mondiali di calcio del 1990 su progetto dell'architetto genovese Renzo Piano, che diede al nuovo stadio il soprannome di Astronave per la sua inconfondibile forma estetica moderna. Ciascuno dei 26 petali dell'anello superiore può essere agevolmente separato allo scopo di isolare i settori destinati al pubblico ospite. La pista di atletica, non prevista nel progetto iniziale, è stata impiegata solo nel 1997 in occasione dei Giochi del Mediterraneo. Nel 1991 vi fu ospitata la finale della Coppa dei Campioni.
Stadio Via del mare di Lecce
Lo Stadio Via del mare è il maggiore impianto sportivo del Salento e ospita le partite casalinghe dell'Unione Sportiva Lecce. Ha una capacità di 40.670 posti a sedere e prende il nome dalla via in cui è situato. Fu inaugurato l'11 settembre 1966 in occasione di un'amichevole tra Lecce e Spartak Mosca e completamente rimodernato nel 1985.
Altri stadi
- Stadio della Vittoria di Bari (40.400)
- Stadio Erasmo Iacovone di Taranto (30.000)
- Stadio Pino Zaccheria di Foggia (25.682)
- Stadio Cosimo Puttilli di Barletta (9.200)
- Stadio Degli Ulivi di Andria (9.000)
- Stadio comunale di Trani (8.405)
- Stadio Franco Fanuzzi di Brindisi (7.622)
- Stadio Domenico Monterisi di Cerignola (7.600)
- Stadio Vito Simone Veneziani di Monopoli (6.880)
- Stadio Giuseppe Capozza di Casarano (6.200)
- Stadio Giovanni Paolo II di Nardò (5.000)
- Stadio Vito Curlo di Fasano (4.900)
- Stadio Antonio Bianco di Gallipoli (4.868)
- Stadio Paolo Poli di Molfetta (4.000)
- Stadio Gustavo Ventura di Bisceglie  (3.200)
- Stadio Tonino D’angelo di Altamura (3000)
- Stadio Città degli Ulivi di Bitonto (3.000)
- Stadio Antonio Tamborino Frisari di Maglie (2.550)
- Stadio Nino Laveneziana di Ostuni (2.200)
- Stadio comunale Atlantico D'Amuri di Grottaglie (2.000)

### Impianti sportivi coperti
- PalaFlorio di Bari, 6150 posti
- Palazzetto dello sport di Andria, 4370 posti
- Pala San Giacomo di Conversano, 4000 posti
- PalaDisfida di Barletta, 3540 posti
- PalaPentassuglia di Brindisi, 3523 posti
- PalaPansini di Giovinazzo, 3350 posti
- PalaMazzola di Taranto, 3200 posti
- PalaDolmen di Bisceglie, 2500 posti
- Palasport Falcone e Borsellino di San Severo 2500, posti
- Palasport Gioia del Colle, 2052 posti
- PalaGrotte di Castellana Grotte, 2000 posti
- Palazzetto dello sport di Lecce, 1900 posti
- PalaColombo di Ruvo, 1750 posti
- Palazzetto dello sport  “Baldassarra” di Altamura, 1.400 posti
- PalaWojtyla di Martina Franca, 1276 posti
- PalaGentile di Ostuni, 1200 posti
- Palazzetto dello sport di Francavilla Fontana, 1140 posti

### Ippodromi
- Ippodromo "Paolo VI" - Taranto
- Ippodromo "dei Sauri" - Castelluccio dei Sauri (FG)

### Autodromi
- Autodromo del Levante a Binetto
- Pista collaudo autovetture ProtoTipo a Nardò

### Velodromi
Lo stadio velodromo Lello Simeone  è l'unico impianto sportivo velodromo della Puglia ed è situato a Barletta in pieno centro cittadino.

## Principali società sportive

### Arti marziali
- A.S. Taekwondo Club Whang Monteroni - Team Mancarella - Monteroni di Lecce
- C.U.S. Bari asd
- A.S.D Taekwondo Taranto
  - S.S.D. a r.l. Tree TaeKwonDo Castellana Grotte
  - Kung-fu La Sfera: digilander.libero.it/kungfu.lasfera - Monopoli
  - Olimpic Studio Cerignola - Cerignola
  - Centro T.K.D. Foggia - Foggia
  - A.S.D. Wu Tao Toscano - Foggia
  - A.S. T.K.D. Sport Project - Foggia
  - A.S. Koryo Taekwondo Bari - Bari
  - Palestra Body Fitness Club - Sede Distaccata A.S. Koryo Taekwondo Bari - Bari
  - A.S. Taekwondo Bisceglie - Bisceglie
  - A.S. New Athletic Club Squash Club - Bitonto
  - A.S. Fisic Center - Bitonto
  - Turturro Team Taekwondo Giovinazzo - Giovinazzo
  - A.S.D. Dellino Team Taekwondo - Bari
  - Olympia Taekwondo Monopoli - Monopoli
  - Centro Taekwondo Monopoli - Monopoli
  - S.D. Kim Yu Sin Tae Kwon Do - Palo del colle
  - A.S. Jungshin - Putignano
  - A.S. Taekwondo Club Terlizzi - Terlizzi
  - Taekwondo Trani - Trani
  - A.S. Butterfly Taekwondo - Turi
  - A.S. Dilettantistica Taekwondo "Pennetta Rosa" - Brindisi
  - Tae Action Center - Brindisi
  - Taekwondo Gold Team - Brindisi
  - Centro Olimpico T.K.D. Nuzzo - sede distaccata - Cellino San Marco
  - A.S.D. New Marzial - sede distaccata - Erchie
  - A.S.D. New Marzial Mesagne - Mesagne
  - Centro Tkd Di Lauro - Mesagne
  - Zen Sport Center - Mesagne
  - New Taekwondo Generation - Ostuni
  - A.S.D. Team Benatti - San Pietro Vernotico
  - Polisportiva Amicizia S.V. dei Normanni T.K.D. - San Vito dei Normanni
  - Taekwondo ClubSan Vito - San Vito dei Normanni
  - Centro Olimpico Tkd Nuzzo - Sandonaci
  - A.S. Dilettantistica T.K.D. "Pennetta Rosa" - sede distaccata - Tuturano
  - A.S.D. Taekwondo STS - sede distaccata - Castellaneta
  - A.S. Moving Club - Martina Franca
  - Unlimited Tae Kwon Do - Martina Franca
  - A.S.D. Taekwondo ManSé - Martina Franca
  - C.S.D. Taekwondo Massafra - Massafra
  - A.S.D. Taekwondo Taranto - Massafra
  - A.S.D. Taekwondo STS - Massafra
  - Gym Oriens Taekwondo - Statte
  - New Age - Sede staccata di Polisportiva Olympic Taekwondo Dilettantistica Giannone - Campi Salentina
  - A.S.D. Tkd Champions Galatina - Galatina
  - Sporting Team Perulli - Lecce
  - Centro Taekwondo Olimpico Club Lecce - Lecce
  - Centro Taekwondo Kwang-Gae - Lecce
  - A.S.D. Centro Energia - Nardò
  - Taekwondo Sport Center - Squinzano
  - Dynamic Taekwondo Martella - Tiggiano
  - Polisportiva Olympic Taekwondo Dilettantistica Giannone - Trepuzzi
  - A.S.D. Taekwondo D'Amico - Tricase
  - Centro Taekwondo Ascanio - Veglie

### Atletica
- C.U.S. Bari
- Alteratletica Locorotondo
- Amatori Atletica Acquaviva

### Badminton
- Badminton Santeramo

### Baseball
- Baseball Foggia
- APD Baseball Club Bari Warriors[1],[2], unica squadra di baseball e softball, della città metropolitana di Bari nata nel 1971. Ha partecipato ai campionati nazionali di Serie "B" con la squadra maschile e di serie "A" con la squadra femminile di softball. Attualmente la squadra di Baseball milita nella serie "C" del campionato nazionale di Baseball. Oltre all'attività agonistica il club svolge attività amatoriale mista, giovanile U15 e U12 dove l'allenatore, Mosè Serino, nell'agosto del 2021 in qualità di preparatore della nazionale U12, sì è aggiudicato in Belgio, il campionato europeo di Baseball, qualificandosi anche per il mondiale del 2022, che si svolgerà in Cina. I Warriors svolgono le proprie attività sul Campo Comunale "B" di Noicàttaro
- Angels Matino, la squadra con più vittorie in coppa Puglia e nel campionato pugliese. Questa squadra ha fornito dei giocatori alla nazionale e alcuni di essi hanno persino giocato al New York Yankees, squadra della Major League americana. Attualmente militano in serie C.
- Taranto Tritons, società di baseball creata nel 2009, raccogliendo l'eredità di un movimento che vive a Taranto dal secondo dopoguerra.

Beach Soccer
- Barletta Beach Soccer

### Calcio a 11 maschile
Di seguito l'elenco delle principali società di calcio a 11 maschile pugliesi con almeno una partecipazione tra i professionisti o con almeno 10 partecipazioni al campionato di Serie D, aggiornato alla stagione 2025/26; 
| #   | Società                | I livello | II livello | III livello | IV livello | Totale | Stagione 2025-2026 |
| --- | ---------------------- | --------- | ---------- | ----------- | ---------- | ------ | ------------------ |
| 1ª  | Bari                   | 33        | 55         | 11          | 3          | 102    | Serie B            |
| 2ª  | Lecce                  | 21        | 30         | 41          | 3          | 95     | Serie A            |
| 3ª  | Foggia                 | 11        | 27         | 47          | 12         | 97     | Serie C            |
| 4ª  | Taranto                | -         | 33         | 42          | 11         | 86     | Eccellenza         |
| 5ª  | Brindisi               | -         | 6          | 23          | 30         | 59     | Eccellenza         |
| 6ª  | Fidelis Andria         | -         | 6          | 16          | 40         | 62     | Serie D            |
| 7ª  | Barletta               | -         | 4          | 34          | 21         | 59     | Serie D            |
| 8ª  | Soccer Trani           | -         | 2          | 11          | 26         | 39     | Promozione         |
| 9ª  | Gallipoli              | -         | 1          | 3           | 10         | 14     | Eccellenza         |
| 10ª | Monopoli               | -         | -          | 19          | 22         | 41     | Serie C            |
| 11ª | Molfetta               | -         | -          | 16          | 24         | 40     | Promozione         |
| 12ª | Casarano               | -         | -          | 16          | 12         | 28     | Serie C            |
| 13ª | Bisceglie              | -         | -          | 13          | 30         | 43     | Eccellenza         |
| 14ª | Martina                | -         | -          | 11          | 33         | 44     | Serie D            |
| 15ª | Manfredonia            | -         | -          | 8           | 20         | 28     | Serie D            |
| 16ª | Virtus Francavilla     | -         | -          | 8           | 3          | 11     | Serie D            |
| 17ª | Audace Cerignola       | -         | -          | 7           | 23         | 30     | Serie C            |
| 18ª | Nardò                  | -         | -          | 4           | 23         | 27     | Serie D            |
| 19ª | Toma Maglie            | -         | -          | 4           | 11         | 15     | Promozione         |
| 20ª | Castellana             | -         | -          | 3           | 1          | 4      | Prima Categoria    |
| 21ª | Team Altamura          | -         | -          | 2           | 7          | 9      | Serie C            |
| 22ª | San Ferdinando         | -         | -          | 2           | -          | 2      | Prima Categoria    |
| 23ª | San Severo             | -         | -          | 1           | 9          | 10     | Promozione         |
| 24° | Lucera                 | -         | -          | 1           | 9          | 10     | Promozione         |
| 25ª | Incedit                | -         | -          | 1           | 5          | 6      | Eccellenza         |
| 26ª | Pro Gioia              | -         | -          | 1           | 5          | 6      | Seconda categoria  |
| 27° | Grottaglie             | -         | -          | -           | 25         | 25     | Prima Categoria    |
| 28° | Fasano                 | -         | -          | -           | 22         | 22     | Serie D            |
| 29° | Bitonto                | -         | -          | -           | 17         | 17     | Eccellenza         |
| 30° | Ostuni                 | -         | -          | -           | 15         | 15     | Prima Categoria    |
| 31° | Manduria               | -         | -          | -           | 10         | 10     | Promozione         |
| 32° | Canosa                 | -         | -          | -           | 10         | 10     | Eccellenza         |
| 33° | Squinzano              | -         | -          | -           | 8          | 8      | Prima Categoria    |
| 34° | Atletico Tricase       | -         | -          | -           | 7          | 7      | Promozione         |
| 35° | Rinascita Rutiglianese | -         | -          | -           | 7          | 7      | Prima Categoria    |
| 36° | Pro Italia Galatina    | -         | -          | -           | 6          | 6      | Eccellenza         |

Inoltre rilevante il  Conversano che ha vinto il campionato dell'Italia libera 1944.
| Livello    | Società                                                                                               |
| ---------- | --- |
| Serie A    | Lecce;                                                                                                |
| Serie B    | Bari;                                                                                                 |
| Serie C    | Audace Cerignola; Casarano; Foggia; Monopoli; Team Altamura;                                          |
| Serie D    | Martina; Fasano; Gravina; Nardò; Manfredonia; Fidelis Andria; Virtus Francavilla; Barletta; Heraclea; |
| Eccellenza | Bisceglie; Brindisi; Canosa; Incedit; Manduria; Molfetta; Pro Italia Galatina; Bitonto; Gallipoli     |
| Promozione | Atletico Tricase; Lucera; Soccer Trani; San Severo                                                    |
| 1ª Cat.    | Castellana; Grottaglie; Noicattaro; Rinascita Rutiglianese; Squinzano; Ostuni; San Ferdinando         |
| 2ª Cat.    | Pro Gioia;                                                                                            |
| 3ª Cat.    | Conversano;                                                                                           |

#### Società scomparse
Elenco delle società di calcio attualmente non in attività ordinate dall'ultima apparizione più recente:
- Liberty: nel 1928 si fonde con l'Ideale nell'Unione Sportiva Bari. Viene rifondata più volte salvo poi sciogliersi dopo pochi anni (1944-1946, 1952-1968, 2007-2009, 2019-2020)
- Altamura: si scioglie nel 2015;
- Gioventù Brindisi: si scioglie nel 1985;
- Ideale: nel 1928 si fonde con la Liberty nell'Unione Sportiva Bari. Rifondata negli anni '50 si scioglie nuovamente negli anni '60.
- Audace Monopoli: si scioglie nel 1959;
- Pietro Resta/Arsenale Taranto: nel 1947 si fonde con l'AS Taranto nell'Unione Sportiva Arsenaltaranto nome mantenuto fino al 1955;
- Pro Italia: nel 1927 si fonde con la Audace Taranto nell'Associazione Sportiva Taranto. Rifondata nel 1938 e poi nel 1944, confluisce nuovamente nel Taranto nel 1946;
- Audace Taranto: nel 1927 si fonde con la Pro Italia di Taranto nell'Associazione Sportiva Taranto. Rifondata nel 1944 confluisce nuovamente nel Taranto nel 1946;
- Avio Squadra: si scioglie nel 1945;
- Cantieri Tosi: si scioglie nel 1937 cedendo il titolo sportivo al F.G.C. Taranto che rifonderà nel 1938 la a Pro Italia;
- Tarantina: nel 1925 rinuncia ai campionati FIGC e scompare;
- Enotria Taranto: nel 1924 si fonde con il Veloce Taranto, la F.B.C. Garibaldino e la Libertas Taranto nell'Unione Sportiva Tarantina;
- Veloce Taranto: nel 1924 si fonde con la Enotria Taranto, la F.B.C. Garibaldino e la Libertas Taranto nell'Unione Sportiva Tarantina;

### Calcio a 11 femminile
- Pink Sport Time
- Lecce
- Apulia Trani

#### Società scomparse
- Alaska Lecce
- Trani 80
- Vis Francavilla F.

### Calcio a 5

#### Calcio a 5 maschile
Società nei campionati nazionali
- Bisceglie Calcio a 5
- Sport Five Putignano
- Polignano Calcio a 5
- Gruppo Sportivo Giovinazzo
- Modugno Calcio a 5
- Sammichele 1992
- CSG Putignano
- Fuente Lucera
- Azzurri Conversano
- Barletta Calcio a 5
- Biancazzurro Fasano
- Itria Football Club
- Calcio a 5 Martina
- Calcio a 5 Manfredonia
- Futsal Bisceglie 1990
- Real Toco Polignano
- Audace Monopoli
- Virtus Rutigliano
- Atletico Ruvo
- Fovea Foggia
- Salinis Calcio a 5

#### Calcio a 5 Femminile
- Real Statte
- Team Bisceglie Girl
- Martina Calcio Femminile
- A.S.D. Nuova Focus Foggia
- Verdeblu Massafra
- Pink Five Noci
- Città di Taranto
- Real Five Fasano

### Canottaggio
- C.U.S. Bari
- Circolo Canottieri Barion
- Lega Navale Italiana Barletta
- Circolo Canottieri Pro-Monopoli
- Canottieri Monopoli 2005
- Lega Navale Italiana Bari
- Vigili del Fuoco 'Carrino' Brindisi
- Apulia Coastal Rowing
- Lega Navale Italiana Brindisi
- Taranto Canoa
- Circolo della Vela Gallipoli

### Football americano
- Delfini Taranto
- Salento Dragons
- Patriots Bari
- Navy Seals Bari
- Trucks Bari
- Mad Bulls Barletta

### Hockey

#### Hockey in-line
- Nubile Bears Taranto
- Spartans Hockey Bari
- Salenthockey

#### Hockey su pista
- A.F.P. Giovinazzo
- H.C. Molfetta

### Pallacanestro
| Società                       | I livello | II livello | III livello | Totale |
| ----------------------------- | --------- | ---------- | ----------- | ------ |
| N.B. Brindisi                 | 12        | 3          | 4           | 19     |
| Pall. Brindisi                | 1         | 16         | 15          | 32     |
| Azzurra Brindisi              | -         | 17         | 19          | 36     |
| San Severo                    | -         | 4          | 8           | 12     |
| Nardò Basket                  | -         | 2          | 4           | 6      |
| Cestistica Ostuni             | -         | 1          | 3           | 4      |
| Lions Bisceglie               | -         | -          | 10          | 10     |
| Ruvo di Puglia                | -         | -          | 7           | 7      |
| CUS Jonico Taranto            | -         | -          | 6           | 6      |
| Molfetta                      | -         | -          | 5           | 5      |
| CUS Bari                      | -         | -          | 4           | 4      |
| Mola New Basket               | -         | -          | 3           | 3      |
| ANB Monopoli                  | -         | -          | 3           | 3      |
| Basket Corato                 | -         | -          | 3           | 3      |
| Valle d'Itria Basket Martina  | -         | -          | 2           | 2      |
| Nuova Pallacanestro Monteroni | -         | -          | 2           | 2      |
| Basket Club Cerignola         | -         | -          | 1           | 1      |
| Basket Francavilla 1963       | -         | -          | 1           | 1      |
| Basket Massafra               | -         | -          | 1           | 1      |

Pallacanestro Femminile:
- Taranto Cras Basket
- Murgiarosa

Pallacanestro in carrozzina:
- Dream Team Taranto
- Taranto Basket 93

### Pallavolo
Pallavolo Maschile:
- New Mater Volley Castellana Grotte
- Prisma Volley
- Polisportiva San Vito
- Manzoni Sport Andria
- Alfieri Santeramo
- AVIS Villa Igea Foggia
- Comix Volleyball Bitonto
- Pallavolo 2000 Ostuni

Pallavolo Femminile:
- Florens Volley Castellana Grotte
- Aquila Azzurra Trani
- San Vito Volley
- A.S.D. Volley Grottaglie
- 2000Uno Bari
- Santeramo Sport

### Pallamano
Pallamano Maschile:
- Conversano
- Casarano
- Junior Fasano
- Noci
- Pallamano Altamura
- Pol. 80 Putignano
- Pellegrino Castellana
- Pallamano Sogliano

Pallamano Femminile:
- Amatori Handball Conversano

### Pallanuoto
Pallanuoto Maschile:
- Bari Nuoto
- Newton Payton Bari
- Rari Nantes Taranto 1996

Pallanuoto Femminile:
- Agestea Payton Bari

### Rugby
Il rugby in Puglia è approdato alla fine degli anni '30: le notizie sono sparse ma è certo che il primo incontro si disputò a Taranto. A partire dagli anni '60 si moltiplicarono le società rugbistiche, Lecce (Fiamma Lecce e Consolini) e Bari fecero da capofila seguite da Taranto (si ricordano Fiamma Taranto, Atamar, Amatori Taranto e FC Taranto). Negli anni successivi si segnalano le esperienze di Monopoli (RFC Monopoli), Corato (Fiamma Corato) e il resto del nord-barese, Foggia e Santeramo in Colle insieme ad altre realtà della Murgia.
Recentemente in Puglia si è registrato un notevole salto di qualità, in quanto il 21 giugno 2009 la Polisportiva Trepuzzi Rugby è entrata nella storia centrando la promozione in serie B. Nel 2013, dopo un inarrestabile campionato di serie C pugliese, concluso a punteggio pieno, la Sport & Solidarietà Campi Salentina Rugby ha partecipato ai play-off per la promozione in serie B. Nel giugno 2013 la doppia vittoria in finale contro il Padua Ragusa decreta la promozione dei salentini. La compagine salentina ha partecipato a due edizioni del campionato di Serie B con il nome di ASD Svicat Rugby.
L'Arena della Vittoria è dal 2010 casa del Tigri Rugby Bari e di numerosi tornei rugbistici regionali. Nel 2018 ha ospitato per la prima volta un incontro della nazionale di rugby, più precisamente la Nazionale italiana Under-20 nell'ultima partita del Sei Nazioni Under-20 contro la Scozia, davanti a 5000 spettatori gli azzurri si sono imposti per 45-31.
Sul territorio sono inoltre presenti le seguenti società:,
- Trepuzzi
- Tigri Bari
- Amatori Monopoli
- Rugby Salento
- Taranto
- CUS Foggia
- Santeramo
- Svicat
- Granata Rugby
- Draghi BAT
- Panthers Rugby Modugno
- Nafta Brindisi Rugby
- Rugby Bitonto
- CUS Lecce
- Sport & Solidarietà Campi Salentina Rugby

#### Rugby femminile
- Rugby Granata
- Bears Rugby Capurso
- Rugby Bitonto Femminile
- Rugby Ortanova
- Salento Rugby
- Bees Rugby Bisceglie

### Scherma
- C.S. Dauno Foggia
- Club Scherma San Severo
- Club Scherma Bari

### Tiro a segno
- TSN Alezio
- TSN Bari
- TSN Brindisi Archiviato il 22 febbraio 2020 in Internet Archive.
- TSN Candela Archiviato il 2 dicembre 2020 in Internet Archive.
- TSN Foggia
- TSN Lucera

### Tennistavolo
- ASD TennisTavolo Salento
- Enel TennisTavolo Brindisi

### Floorball
- Associazione Sportiva Dilettantistica CivitaStars Floorball

## Manifestazioni Sportive
- Nel 1997 a Bari si è tenuta la tredicesima edizione dei Giochi del Mediterraneo. Le città coinvolte nell'evento oltre a Bari furono anche Andria, Barletta, Bisceglie, Brindisi, Castellaneta Marina, Conversano, Fasano, Foggia, Lecce, Mola di Bari, Molfetta, Ruvo di Puglia, Santeramo in Colle, Taranto e Trani.
- Di recente in Puglia si è tenuto il Campionato Assoluto di Tennistavolo. Il grande evento si è svolto a Conversano nella provincia di Bari.
- Nel 2026 Taranto ospiterà la ventesima edizione dei Giochi del Mediterraneo, ma verranno coinvolte anche altre città dal resto della Regione. Sarà la 4ª volta che l'evento verrà svolto in Italia.